# Xã Smoky, Quận Sherman, Kansas
Xã Smoky (tiếng Anh: Smoky Township) là một xã thuộc quận Sherman, tiểu bang Kansas, Hoa Kỳ. Năm 2010, dân số của xã này là 77 người.